# ゲイリー・ゴーツマン
ゲイリー・ゴーツマン（Gary Michael Goetzman、1952年11月6日 - ）は、アメリカ合衆国の映画プロデューサー、テレビプロデューサー。

## 来歴
ロサンゼルス出身。一時子役として活躍した後、映画プロデューサーに転身、ジョナサン・デミ監督作品をプロデュースする。また『バンド・オブ・ブラザース』や『ザ・パシフィック』などのテレビドラマのプロデュースも手がける。
1998年、トム・ハンクスと共に映画プロダクション・プレイトーンを設立、ハンクスの出演作品をプロデュースするほか、ハンクスと共にプロデュースを行なっている。

## 主なプロデュース作品
- ストップ・メイキング・センス Stop Making Sense (1984)
- シンシア・ギブの モダン・ガールズ Modern Girls (1986)
- マイアミ・ブルース Miami Blues (1990)
- 羊たちの沈黙 The Silence of the Lambs (1990) 製作総指揮
- アモス&アンドリュー Amos & Andrew (1993)
- フィラデルフィア Philadelphia (1993) 製作総指揮
- 青いドレスの女 Devil in a Blue Dress (1995)
- すべてをあなたに That Thing You Do! (1996)
- 愛されし者 Beloved (1998)
- バンド・オブ・ブラザース Band of Brothers (2001) テレビドラマ、共同製作総指揮
- マイ・ビッグ・ファット・ウェディング My Big Fat Greek Wedding (2002)
- ポーラー・エクスプレス The Polar Express (2004)
- ウォーキング・オン・ザ・ムーン 3D Magnificent Desolation: Walking on the Moon 3D (2005)
- ニール・ヤング/ハート・オブ・ゴールド 〜孤独の旅路〜 Neil Young: Heart of Gold (2006) 製作総指揮
- アントブリー The Ant Bully (2006)
- ビッグ・ラブ Big Love (2006 - 2011) テレビドラマ、製作総指揮
- エバン・オールマイティ Evan Almighty (2007) 製作総指揮
- チャーリー・ウィルソンズ・ウォー Charlie Wilson's War (2007)
- ザッツ★マジックアワー ダメ男ハワードのステキな人生 The Great Buck Howard (2008)
- マンマ・ミーア! Mamma Mia! (2008)
- エンバー 失われた光の物語 City of Ember (2008)
- マイ・ビッグ・ファット・ドリーム My Life in Ruins (2009) 製作総指揮
- かいじゅうたちのいるところ Where the Wild Things Are (2009)
- ザ・パシフィック The Pacific (2010) テレビミニシリーズ、製作総指揮
- 幸せの教室 Larry Crowne (2011)
- ゲーム・チェンジ 大統領選を駆け抜けた女 Game Change (2012) テレビ映画、製作総指揮
- パークランド ケネディ暗殺、真実の4日間 Parkland (2013)
- 幸せをつかむ歌 Ricki and the Flash (2015)
- マイ・ビッグ・ファット・ウェディング2 My Big Fat Greek Wedding 2 (2016)
- 王様のためのホログラム A Hologram for the King (2016)
- ザ・シークレットマン Mark Felt: The Man Who Brought Down the White House (2017)
- マンマ・ミーア! ヒア・ウィー・ゴー Mamma Mia! Here We Go Again (2018)
- グレイハウンド Grayhound (2020)
- この茫漠たる荒野で News of the World (2020)
- オットーという男 A Man Called Otto (2022)
- マイ・ビッグ・ファット・ウェディング3 MY BIG FAT GREEK WEDDING 3 （2023）
- ブラッディ・ハンドレッド THE BLOODY HUNDREDTH　（2024）-製作総指揮
- マスターズ・オブ・ザ・エアー MASTERS OF THE AIR （2024）-TV 製作総指揮